# Зауральний
Заура́льний (рос. Зауральный) — селище у складі Оренбурзького району Оренбурзької області, Росія.

## Населення
Населення — 1087 осіб (2010; 1063 у 2002).
Національний склад (станом на 2002 рік):
- росіяни — 79 %